# Sante Tani
Sante Tani (Rigutino, 3 aprile 1904 – Arezzo, 15 giugno 1944) è stato un militare e partigiano italiano.

## Biografia

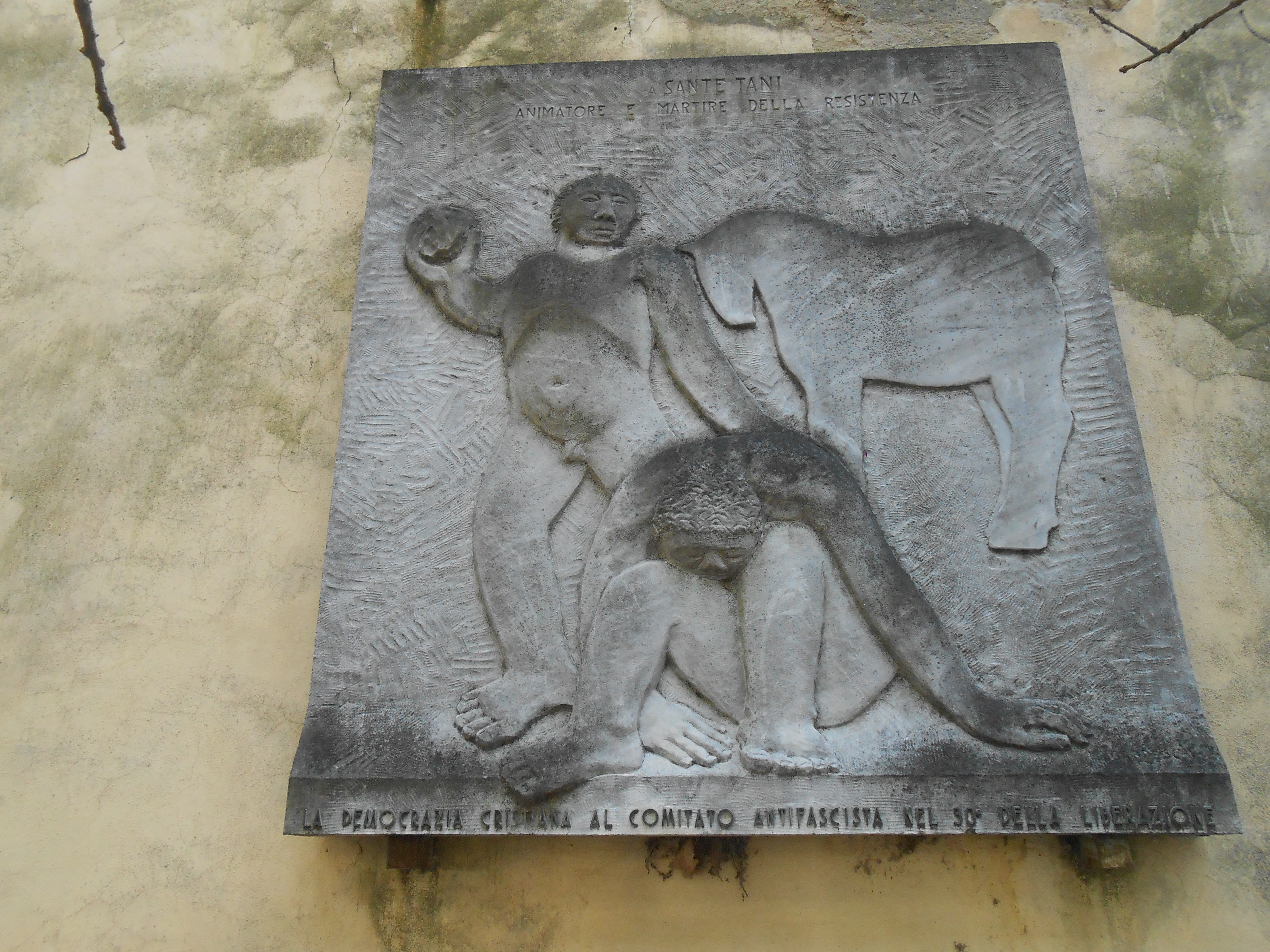
Lapide in ricordo di Sante Tani ubicata nel cortile del palazzo comunale di Arezzo

Figlio di Angiolo Tani ed Elisa Meacci, fin da giovane fu un aperto oppositore del fascismo. Si laureò in giurisprudenza a Roma e, una volta rientrato ad Arezzo, operò come agitatore e cospiratore in contatto con esponenti di tutti i partiti politici clandestini.
Venne arrestato il 4 febbraio 1942, tre giorni dopo la nascita di sua figlia, e rimase in carcere ad Arezzo per più di tre mesi, dopodiché venne condannato a quattro anni di confino a San Bartolomeo in Galdo in provincia di Benevento. Dopo la caduta del fascismo poté però tornare nella propria città, diventando presidente della locale sezione del CLN e prendendo il comando di formazioni partigiane operanti nella campagna.
Nuovamente arrestato, fu ucciso in cella dopo diciassette giorni di torture il 15 giugno 1944.